# قانون کار بریتانیا

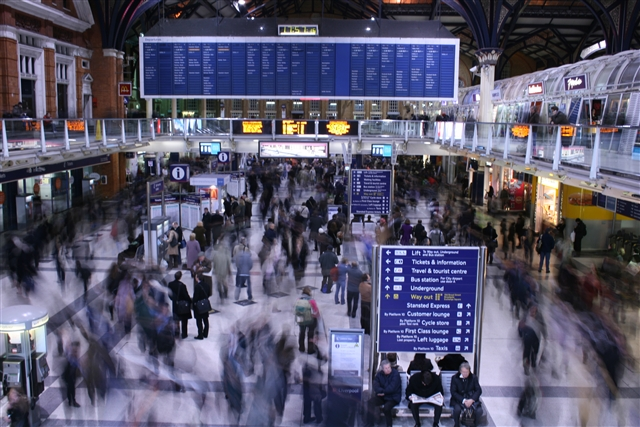
در بریتانیا در سال ۲۰۲۱، از کل جمعیت شاغل، ۳۲.۵ میلیون نفر شاغل بودند، ۴.۲ درصد بیکاری و ۶.۶ میلیون عضو اتحادیه کارگری وجود داشت. میانگین درآمد ۳۰۴۷۲ پوند و میانگین کار در هفته ۳۶ ساعت بود.

قانون کار بریتانیا روابط بین کارگران، کارفرمایان و اتحادیه‌های کارگری را تنظیم می‌کند. افراد شاغل در بریتانیا دارای حداقل مجموعه‌ای از حقوق استخدامی هستند، از قوانین پارلمان، مقررات، قانون مشترک و عدالت. این شامل حق حداقل دستمزد ۱۲.۲۱ پوند برای افراد بالای ۲۳ سال از آوریل ۲۰۲۵ بر اساس قانون حداقل دستمزد ملی ۱۹۹۸ است. مقررات زمان کار ۱۹۹۸ حق ۲۸ روز تعطیلات با حقوق، وقفه از کار و تلاش برای محدود کردن ساعات طولانی کار را می‌دهد. قانون حقوق استخدامی ۱۹۹۶ حق مرخصی برای مراقبت از کودک و حق درخواست الگوهای کاری انعطاف‌پذیر را می‌دهد. قانون بازنشستگی ۲۰۰۸ این حق را می‌دهد که به طور خودکار در یک مستمری شغلی پایه ثبت نام شوند، که وجوه آن باید طبق قانون بازنشستگی ۱۹۹۵ محافظت شود. کارگران باید بتوانند به متولیان حقوق بازنشستگی شغلی خود بر اساس قانون بازنشستگی ۲۰۰۴ رأی دهند. در برخی از شرکت‌ها مانند دانشگاه‌ها یا صندوق‌های بنیاد NHS، کارکنان می‌توانند به مدیران سازمان رأی دهند. در شرکت‌هایی با بیش از ۵۰ پرسنل، کارگران باید با هدف توافق بر سر هر گونه قرارداد یا تغییر سازمان محل کار، پیشرفت‌های اقتصادی عمده یا مشکلات مذاکره شوند. قانون حاکمیت شرکتی بریتانیا مشارکت کارگران را در رای دادن به هیئت مدیره یک شرکت فهرست شده توصیه می‌کند، اما هنوز از استانداردهای بین‌المللی در حمایت از حق رای در قانون پیروی نمی‌کند. چانه‌زنی جمعی، بین اتحادیه‌های کارگری سازماندهی شده دموکراتیک و مدیریت شرکت، به عنوان یک «کانال واحد» برای کارگران انفرادی برای مقابله با سوء استفاده کارفرما از قدرت در هنگام اخراج کارکنان یا اصلاح شرایط کار در نظر گرفته شده است. چانه‌زنی جمعی، بین اتحادیه‌های کارگری سازماندهی شده دموکراتیک و مدیریت شرکت، به عنوان یک «کانال واحد» برای کارگران انفرادی برای مقابله با سوء استفاده کارفرما از قدرت در هنگام اخراج کارکنان یا اصلاح شرایط کار در نظر گرفته شده است. قراردادهای جمعی در نهایت توسط حق اتحادیه کارگری برای اعتصاب حمایت می‌شود: یک نیاز اساسی جامعه دموکراتیک در حقوق بین‌الملل. بر اساس قانون ۱۹۹۲ اتحادیه کارگری و روابط کار (تجمیع) از اعتصاب حمایت می‌شود که «در فکر یا پیشبرد یک اختلاف تجاری باشد».

## تاریخچه

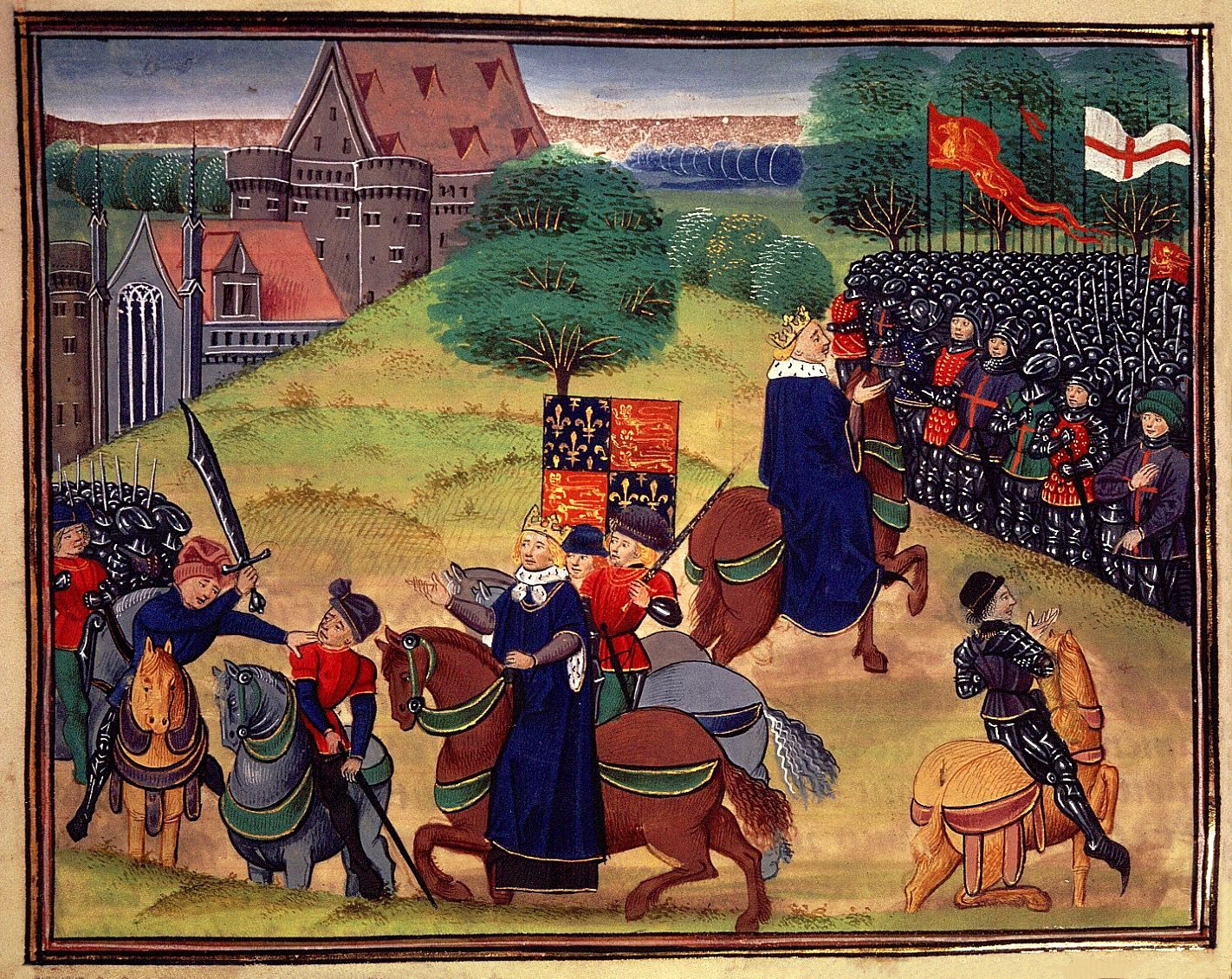
وات تایلر، رهبر شورش دهقانان در مقابل شاه ریچارد دوم کشته شد.

قانون کار مدرن عمدتاً ساخته سه دهه آخر قرن بیستم است. با این حال، قانون کار به عنوان یک سیستم تنظیم روابط کار از زمانی که افراد کار می کردند وجود داشته است. در انگلستان فئودال، پس از مرگ سیاه با کمبود کارگر و در نتیجه افزایش قیمت‌ها، فرمان کارگران ۱۳۴۹ و اساسنامه کارگران ۱۳۵۱ دستمزدها را تا سطح قبل از طاعون سرکوب کرد، اتحادیه کارگران را ممنوع کرد و برای هر فرد توانمندی جرایم ایجاد کرد. که کار نکرد در نهایت این امر منجر به شورش دهقانان در سال ۱۳۸۱ شد که به دنبال آن اساسنامه کمبریج در سال ۱۳۸۸، رفت و آمد کارگران را در سراسر کشور ممنوع کرد. همه این اعمال سرکوبگرانه نشانه‌هایی از فروپاشی نظام رعیت بود. قوانین روشنگرانه‌‌تر کامیون، که مربوط به سال ۱۴۶۴ است، مستلزم آن بود که کارگران به صورت نقدی و نه خیرخواهانه حقوق دریافت کنند.